# ハーツェル・プロペラ

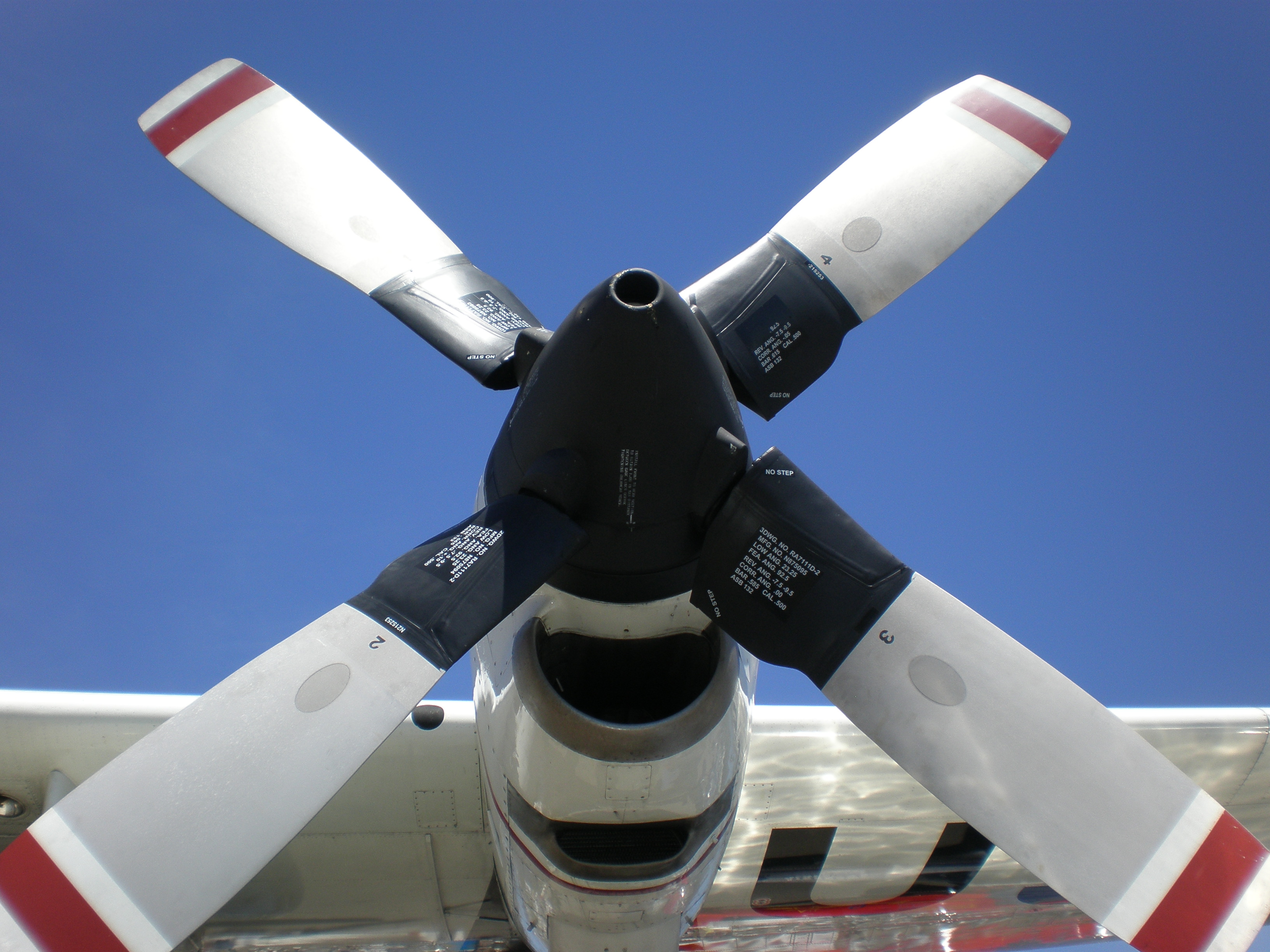
HC-130Hに採用されたハーツェルのプロペラ

ハーツェル・プロペラ（Hartzell Propeller）は1917年に設立された航空機の部品メーカー。主にプロペラとコントロール装置、スピナーキャップなどの駆動系と、除氷装置などを製造している。プロペラ市場においてダウティ・ロートルとシェアを二分している。
1917年にロバート・ハーツェルが設立したHartzell Walnut Propeller Companyを前身とする。
創業当初は小型機も製造したが、納入先の製品と競合するため、機体製造は中止している。航空機メーカーへの納入だけでなく、個人向けにも販売している。
レッドブル・エアレース・ワールドシリーズのマスタークラスはハーツェルのC7690を使用するワンメイクである。